# Umbrella (Software)
Umbrella ist eine freie, webbasierte Projektmanagement-Software.
Im Gegensatz zu proprietären Kollaborationstools wird Umbrella als Open-Source-Software entwickelt und kann auf eigenen Servern betrieben werden.
Das Softwareprojekt Umbrella besteht seit Oktober 2017.

## Eigenschaften
Umbrella ist komplett in objektorientiertem PHP geschrieben. Darin ist ein einfaches Framework geschrieben, mit welchem die einzelnen Module realisiert sind. Nutzer können aus 3 schlicht gehaltenen Designs auswählen. Diese Designs sind auch für Mobilgeräte geeignet; Nutzer können eigene CSS-Themes erstellen.
Umbrella nutzt eine intuitive Oberfläche, verzichtet aber aus Gründen der breiten Browser-Unterstützung komplett auf Ajax-Elemente und weitestgehend auf JavaScript. Die Software unterstützt verteilte Teams beim Arbeiten mit Projekten, Aufgaben, Dateien und Lesezeichen. Außerdem können Voice-over-IP-Konferenzen per externem Dienstanbieter vollverschlüsselt abgehalten werden.
Die Software bietet Optionen zur Zeiterfassung und -abrechnung. Des Weiteren ist es jedem Benutzer möglich, die Oberfläche in einer der verfügbaren Übersetzungen anzeigen zu lassen.

## Funktionen
Hauptfunktionen:
- Projektverwaltung
- Aufgabenlisten mit Unteraufgaben
- Zeiterfassung
- Fakturierung
- Kontaktverwaltung
- Speichern und Teilen von Lesezeichen
- Dateiverwaltung
- Hinzufügen von Notizen zu allen Elementen
- Prozess-Modellierung
- Inventar-Verwaltung
- WebRTC-Anbindung
- Suche
- Datenexport (Html, JSON)
- Mehrsprachigkeit

## Mindestanforderungen
Serverseitig:
- PHP 5.6 oder 7
- SQLite

Webbrowser:
- Mozilla Firefox
- Google Chrome
- Internet Explorer
- Safari
- Opera